# Spokane (Washington)
Spokane (kiejtése: spoʊˈkæn) az Amerikai Egyesült Államok északnyugati részén, Washington állam Spokane megyéjében elhelyezkedő város, a megye székhelye. A Spokane-i episzkopális és római katolikus egyházmegye püspöki székvárosa. A 2010. évi népszámlálási adatok alapján 208 916 lakosa van.

## Történet

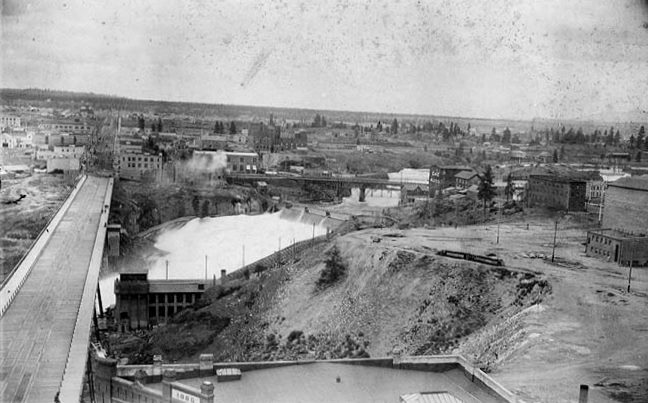
Spokane 1895-ben

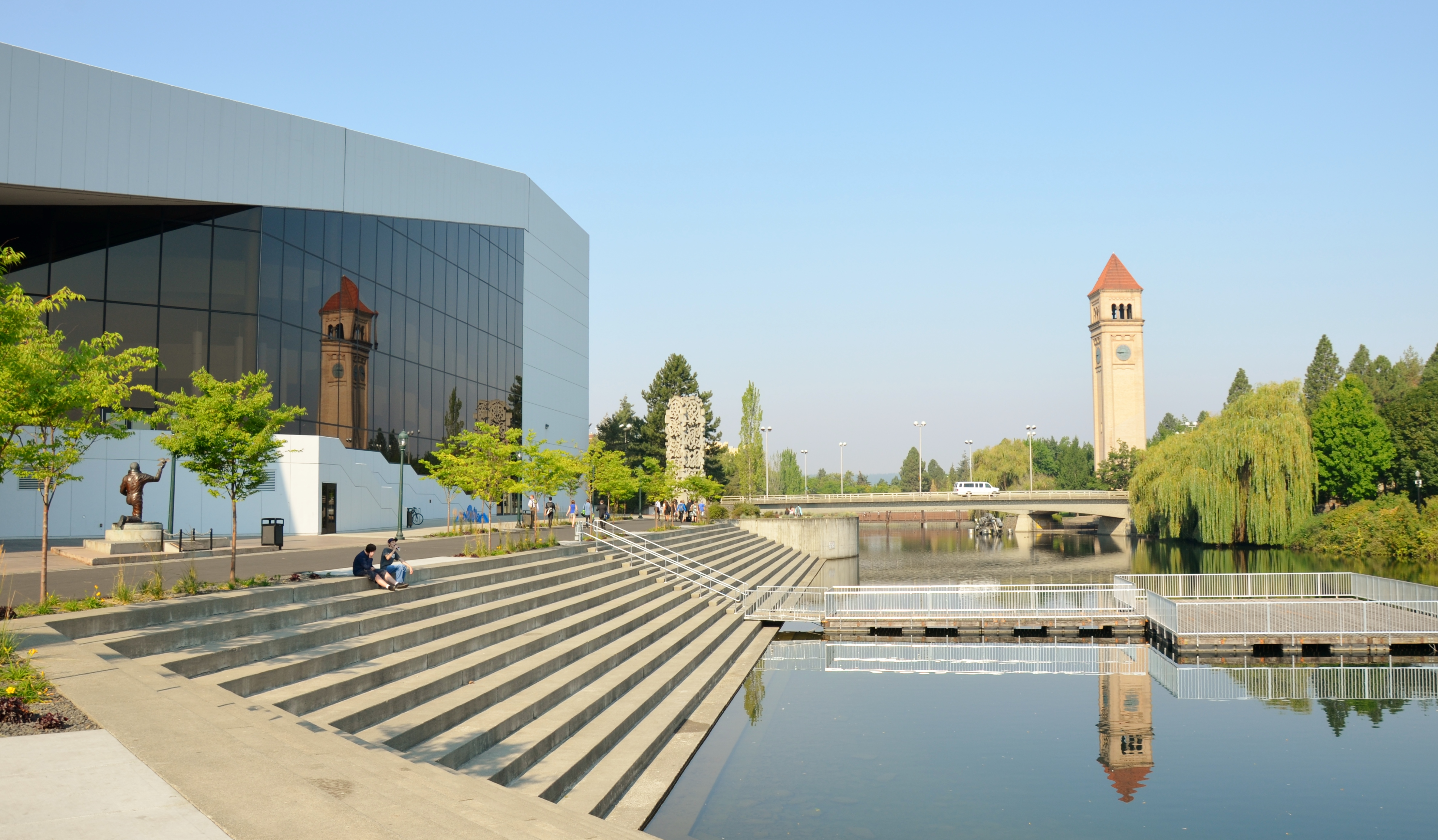
Az 1974-es világkiállítás helyszíne

A területen már 8–13 ezer évvel is éltek vadászó-gyűjtögető életmódot folytatók; a szpokén (szalisul „a nap gyermekei”) indiánok vagy ezen őslakosok, vagy az USA közepén elterülő Nagy-Alföld egykori lakóinak leszármazottai. Az első fehér telepesek kérdésére az őslakosok azt válaszolták, hogy felmenőik északról származnak. A 19. században a Northwest Fur Company két prémvadászt küldött a Sziklás-hegységtől nyugatra; őket a szpokének szent embereknek tartották, és télre a Colville folyótól északra szállást és élelmet biztosítottak nekik.

### Kereskedőhely
David Thompson kereskedő volt az első európai, aki a mai Washington keleti részére lépett. A férfi a mai Idaho és Montana területén egy-egy kereskedőházat (Kullyspell és Saleesh) létesített, majd nyugatra kezdett terjeszkedni. Jacques Raphael Finlay és Finan McDonald prémvadászok 1810-ben a Spokane folyó mentén létrehozták a Spokane kereskedőházat, amely 1826-ig működött. A Sziklás- és a Cascade-hegység közötti kereskedelmet tizenhat éven át biztosító helyet előbb a British North West Company, később pedig a Hudson’s Bay Company üzemeltette. Miután utóbbi vállalat felvásárolta az előbbit, a kereskedőpont feladatait a Colville erőd vette át, így a Spokane kereskedőház jelentősége csökkent.
Samuel Parker tiszteletes 1836-os jelentése alapján 800 indián élt itt. Marcus és Narcissa Whitman az indiánok és az oregoni ösvényen át érkezők számára Walla Wallától délre egészségügyi ellátóhelyet hozott létre. Miután 1847-ben a Whitman házaspárt megölték, Cushing Eells tiszteletes emlékükre megalapította a Whitman Főiskolát, valamint létrehozta a térség első templomát.
Két évvel Washington Territórium megalapítása után, 1853-ban Isaac Stevens a Millwoodtól nem messzi folyami átkelőnél békét ajánlott Spokane Garry törzsfőnöknek. Miután 1858-ban George Wright ezredes csapatai a jakima háborúban több győzelmet is arattak az őslakosok felett, egyre több telepes jelent meg a térségben.

### Amerikai telepesek
Az 1818-as szerződés értelmében Oregon amerikai–brit uralom alatt állt; miután az oregoni ösvényen sok telepes érkezett, a terület hovatartozásáról vita kezdődött, amelyet az 1846-os megállapodás zárt le.
Az első amerikai telepesek J.J. Downing és S.R. Scranton, akik 1871-ben települtek le a mai Spokane területén, és a vízeséstől délre fűrésztelepet létesítettek. James N. Glover és Jasper Matheney 1873-ban felismerték a terület értékességét, így a fűrésztelepet és a 65 hektáros területet négyezer dollárért megvásárolták. A két férfi megtudta, hogy a Northern Pacific Railroad Company egyik vasúti fővonala erre fog haladni, azonban az építkezés többszöri halasztása és a nyomvonal körüli viták miatt Matheney eladta részesedését Glovernek, aki később sikeres üzletember és Spokane második polgármestere lett; ma „Spokane atyjaként” ismerik.
1880-ban a helységtől 90 km-re a vasútépítés biztonsága és egy jövőbeli település kijelölése érdekében létrejött a Spokane erőd. 1881. június 30-án a vasút elérte a várost, így számos európai telepes költözött ide. Spokane 1881. november 29-én kapott városi rangot; első polgármestere Robert W. Forrest, a képviselőtestület pedig hét tagból áll; fizetésük nincs.
Miután 1883-ban aranyat, ezüstöt és ólmot találtak a környéken, számos érdeklődő jelent meg; a bányászati láz 1892-ig tartott, mivel Spokane-ben minden olcsó volt „a lovaktól a serpenyőkig”, valamint jól kiépített volt a vasúti infrastruktúra.
A város növekedése 1889. augusztus 4-ig tartott, amikor a délután hat óra után felcsapó lángokban a kereskedelmi negyed megsemmisült. A tűzoltók műszaki hiba miatt nem tudtak vízhez jutni, így a szomszédos épületek felrobbantásával próbálkoztak a lángok elfojtásával. A tűzben egy ember meghalt és 32 épület megsemmisült.
A belvárost később újjáépítették, a település neve pedig „Spokane-re” változott. David H. Stratton történész szerint ekkor a belvárosban számos irodát, bankot, üzleteket, hoteleket és más kereskedelmi egységeket emeltek. 1889 és 1896 között a Spokane folyó áradásai miatt a hat építés alatt lévő híd mindegyike leomlott. Miután az 1890-es években Roslyn bányáit bezárták, számos afroamerikai keresett itt munkát; 1890-ben két afroamerikaiaknak szánt templom is épült: egy baptista és egy episzkopális. 1892-ben a James J. Hill által alapított Great Northern Railway elérte az 1924-ben Spokane-hez csatolt Hillyardot, ezzel a terület az USA nyugati oldalának egyetlen vasúti csomópontja lett, ami sok embert vonzott ide.

### 20. század
A helyi gazdaság növekedése az 1910-es években hirtelen megállt, a népességszám pedig csökkenésnek indult. Mivel a bányák és más természeti erőforrások a helyiektől országos cégekhez kerültek, a befektetési lehetőségek száma is csökkent. A szegényebbeken eluralkodott a nyugtalanság, mivel az ügynökségek az állásokra való jelentkezésért díjat számítottak fel, a cégek néha pedig a vesztegetés módszerével is éltek azért, hogy dolgozók nagyobb csoportját egyszerre elküldhessék a vállalatuktól. A dolgozók szakszervezetének és más egyesülések megalakulásával a bűnözés az 1890-es és 1900-as években növekedésnek indult; a szakszervezet sikerességét látva számos, a nyugati államokból származó dolgozó érkezett Spokane-be; közülük sokakat letartóztattak.
Miután a 20. század fordulóján a bányaipar hanyatlásnak indult, a térségben a mezőgazdaság és a fafeldolgozás lett a meghatározó iparág; utóbbit segítette a hirtelen növekedésnek induló népességszám, illetve a közlekedési infrastruktúra megléte, így a térségben a faanyagok többsége Spokane-ből származott. A vasúti szállítás díjai magasak voltak: a Minneapolisi kereskedők az ide szánt árut először Seattle-be küldték, és onnan érkezett vissza, mivel így jelentősebb összeget takaríthattak meg.
Korábban úgy gondolták, hogy a Palouse régióban a dombvidék miatt nem lehet búzát termeszteni, azonban az 1850-es években részben ezek megléte segített a termelés megkezdésében. A vasúti és közúti kapcsolatok segítettek a kereskedésben; a helyi termelők New Yorkba, Liverpoolba és Tokióba is exportáltak.
1915. december 15-én kora reggel összedőlt a Division utcai híd; a balesetben öten meghaltak és több mint húsz ember megsérült, azonban a szerkezetet hamar újjáépítették. Az 1920-as népszámláláskor kiderült, hogy többezer ember hagyta el a várost; a település vezetői ezért úgy döntöttek, hogy a helységet a családok számára alkalmas, nyugalmas helyként hirdetik. A bányákból, erdőkből és farmokról származó áruk általi kereslet megcsappant, azonban a második világháborúban kifejezetten megnőtt az alumínium iránti igény.
Több évtizednyi stagnálás után az 1850-es években megalapították a Spokane Unlimitedet, amelynek célja a belváros revitalizációja. Miután a vasúti vágányokat áthelyezték a Havermale-szigetre, a belváros volt az első környezetbarát világvásár helyszíne; a területen ma a Riverfront Park található.
Az 1981-es válság során az ezüst, a faáruk és a termények ára lecsökkent, és a gyártóiparban sokan vesztették el munkájukat. A válság érintette a helyi alumíniumgyárat, melynek következtében sok embert elbocsátottak, a nyugdíjakat csökkentették, 1998–1999-ben pedig sztrájk tört ki. Az üzem 2002-ben csődbe ment; a termelést 2005-ben kezdték újra. A válságot követően a város gazdaságában egyre jelentősebbé kezdtek válni a kutatócégek és könnyűipari üzemek.

### 21. század
A huszonegyedik században a város továbbra is próbálja gazdaságát a gyártóipar helyett a szolgáltatásokra alapozni. A gyógyászati és egészségügyi szektorban történő befektetéseknek köszönhetően az egyetemi negyedben két orvosi iskola is létrejött, azonban a magasabb béreket kínáló munkahelyek száma kevés, a szegénység és a bűnözés mértéke pedig nagy.
A River Park Square Mall 1999-es megnyitásával a belváros fejlődésnek indult: megnyílt a Spokane Area, bővítették a kongresszusi központot, illetve több kulturális helyszínt és hotelt is felújítottak, valamint elkészült a WSU gyógyszerészeti iskolájának épülete is.

## Földrajz és éghajlat

### Topográfia

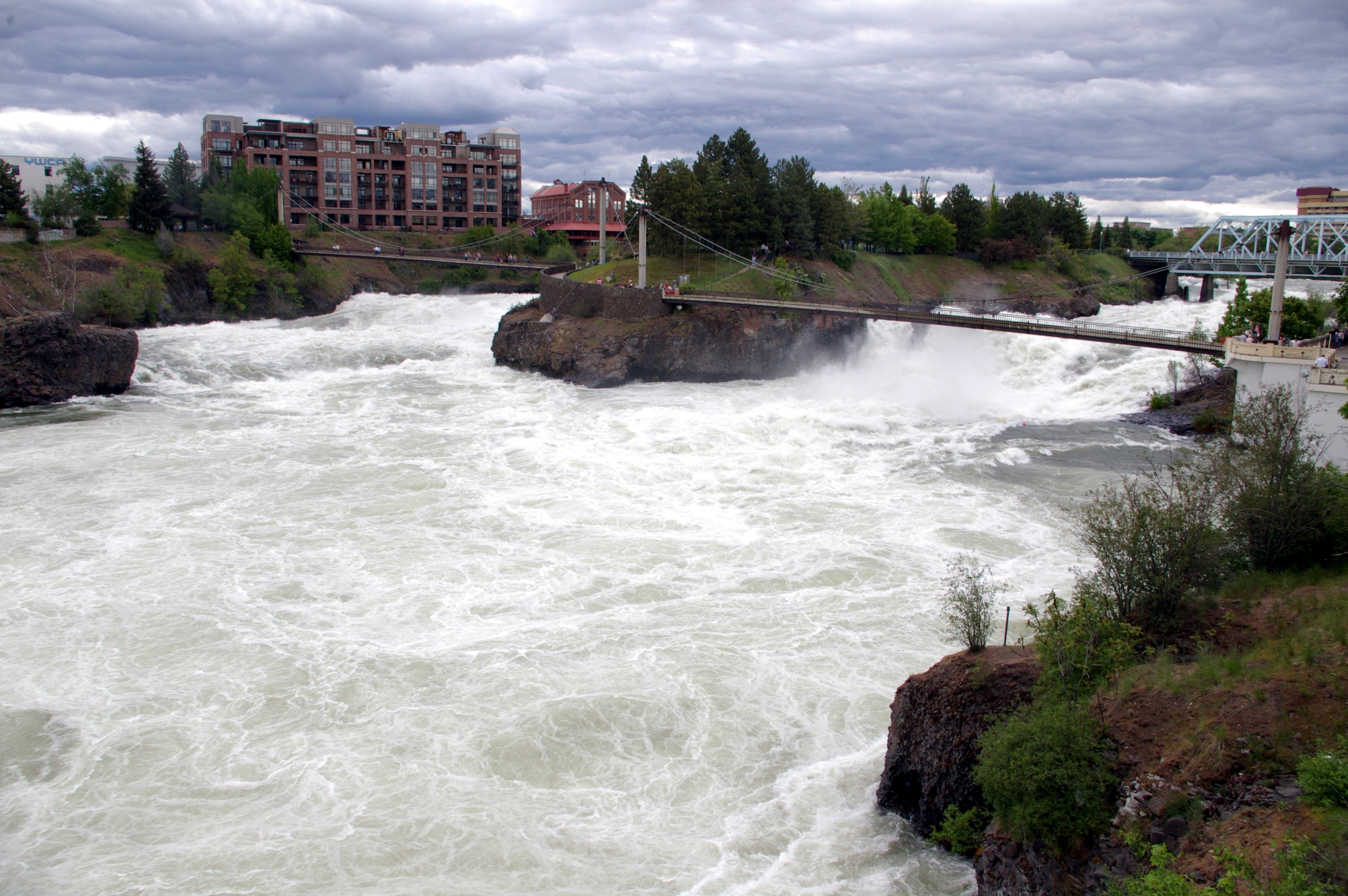
A Spokane-vízesés

Spokane a Spokane folyó partján, a kanadai határtól 148 km-re és Seattle-től 369 km-re fekszik. A város legalacsonyabb pontja 490 méter, a legmagasabb pedig 790 méter.
A város a Sziklás-hegység ökorégiójában fekszik a Selkirk- és a Coueur d’Alane-hegységtől nyugatra, egyben átmenetet képez a Columbia-medence és a környező fenyőerdők között.

### Élővilág
A város a Sziklás-hegység ökorégiójában fekszik, így mind a flóra, mind a fauna változatos. A térségben a sűrű erdők és a gyér tisztások egyaránt megtalálhatóak; az alacsonyabb magasságokon gyakori a sárga- és a duglászfenyő. Utóbbi Spokane város szimbóluma; a fafaj első magvait David Douglas botanikus gyűjtötte be 1826-ban.}}
A térségben 70 emlős-, 16 hüllő- és kétéltű-, 168 madár- és 41 halfaj fordul elő. Gyakoriak a ragadozók; decemberben és januárban a lazacokra vadászó rétisasok nagyobb populációja figyelhető meg. A helyi vizekben leggyakrabban előforduló hal a Washington hivatalos halának választott szivárványos pisztráng. Az erdők leggyakoribb nagyvadai a fekete és grizzly medvék, a sziklás-hegységi vapitik, a vadjuhok és a pumák; emellett fehérfarkú és öszvérszarvasok, továbbá jávorszarvasok nagyobb populációja is él itt. Az utóbbi időkben elkezdődött a szürkefarkasok visszatelepítése.
Ugyan a környékbeli erdők nagyobbrészt érintetlenek, a fakitermelés és a lakott területek növekedése miatt az erdei karibuk és a héják élőhelyének nagysága csökken.

### Éghajlat
Spokane éghajlata száraz nyári kontinentális (a Köppen-skála szerint Dsb), azonban a hőmérséklet alapján a település a leghidegebb hónapban a meleg nyári mediterrán (Csb) éghajlat alá is sorolható.
| Hónap                         | Jan.  | Feb.  | Már.  | Ápr.  | Máj. | Jún. | Júl. | Aug. | Szep. | Okt.  | Nov.  | Dec.  | Év    |
| ----------------------------- | ----- | ----- | ----- | ----- | ---- | ---- | ---- | ---- | ----- | ----- | ----- | ----- | ----- |
| Rekord max. hőmérséklet (°C)  | 16,7  | 17,2  | 22,8  | 32,2  | 35,6 | 41,1 | 42,2 | 42,2 | 36,7  | 30,6  | 20,6  | 15,6  | 42,2  |
| Átlagos max. hőmérséklet (°C) | 1,1   | 4,4   | 9,4   | 13,9  | 19,4 | 23,3 | 28,3 | 28,3 | 22,8  | 14,4  | 5,6   | 0,0   | 14,3  |
| Átlagos min. hőmérséklet (°C) | −3,9  | −3,3  | 0,0   | 2,8   | 6,7  | 10,0 | 13,3 | 13,3 | 8,3   | 2,8   | −1,1  | −5,0  | 3,7   |
| Rekord min. hőmérséklet (°C)  | −34,4 | −31,1 | −23,3 | −10,0 | −4,4 | 0,6  | 2,8  | 1,7  | −5,6  | −13,9 | −29,4 | −31,7 | −34,4 |
| Átl. csapadékmennyiség (mm)   | 45    | 35    | 41    | 33    | 41   | 32   | 16   | 15   | 17    | 30    | 59    | 58    | 422   |
| Forrás: The Weather Channel   |       |       |       |       |      |      |      |      |       |       |       |       |       |

## Népesség
A Spokane megyét magába foglaló spokane-i agglomerációnak a 2018-as becslés alapján 573 490 lakosa van. Az USA költségvetési hivatala a területet a keletre fekvő Coeur d’Alane-i agglomerációval együtt a Spokane–Coeur d’Alane-i összetett statisztikai körzetként tartja számon, melynek a 2017-es becslés szerint 721 873 lakosa van.
Spokane-t korábban erősen kritizálták a diverzitás és a multikulturalizmus hiánya miatt, de ezen a téren az elmúlt évtizedekben javult a helyzet. A Szovjetunió felbomlása után sok orosz és ukrán érkezett a térségbe; a 2000-es adatok szerint a megyében 7700-an (a városban 4900-an) laknak, ezzel ők adják a helyi lakosság két százalékát. Az oroszok, ukránok és a spanyolajkúak után a legnagyobb létszámú csoport a Csendes-óceáni szigetekről származóké, amely népcsoport az egyik leggyorsabban növekszik. 1974-ig a városban egy nagyobb méretű kínai negyed is volt, ahol főleg japánok éltek, akik a közeli vasútépítéseken dolgoztak. Az 1940-es években az ázsiaiak száma megfogyatkozott, és az 1974-es világvásárra a negyedet lebontották.
Spokane, Coeur d’Alane és Idaho egy része korábban népszerű volt egyes gyűlöletcsoportok körében. Az alacsony diverzitás miatt a térség népszerű volt a fehér homogén közösséget keresők körében; Richard Butler mérnök 1974-ben az Árja Nemzetek szervezethez köthető, fehér felsőbbrendűséget hirdető templomot hozott létre az idahói Haydenben. Az Árja Nemzetek tagjai több gyűlölet- és terrorcselekményért voltak felelősek. 2000-ben a Southern Poverty Law Center polgári peres eljárásban 6,3 millió dollárt követelt a csoporttól, így annak haydeni ága csődbe ment. 2011-ben a Martin Luther King napi felvonuláson egy hátizsákban csőbombát találtak és hatástalanítottak; az elkövető az Addyben élő Kevin William Harpham volt. A Southern Poverty Law Center jelenleg három gyűlöletkeltő csoportot tart nyílván a régióban: egy muszlimellenes, egy holokauszttagadó és egy általános gyűlöletcsoportot.

### 2010
A 2010-es népszámláláskor a városnak 208 916 lakója, 87 271 háztartása és 49 204 családja volt. A népsűrűség 1173 fő/km2. A lakóegységek száma 94 291, sűrűségük 529,4 db/km2. A lakosok 86,7%-a fehér, 2,3%-a afroamerikai, 2%-a indián, 2,6%-a ázsiai, 0,6%-a a Csendes-óceáni szigetekről származik, 1,3%-a egyéb, 4,6%-a pedig kettő vagy több etnikumú. A spanyol vagy latino származásúak aránya 5% (3,4% mexikói, 0,3% Puerto Ricó-i, 0,2% kubai, 1,2% egyéb spanyol vagy latino származású.)
A háztartások 26,3%-ában élt 18 évnél fiatalabb. 38,5% házas, 12,9% egyedülálló nő, 5% egyedülálló férfi, 43,6% pedig nem család. 34,2% egyedül élt; 11%-uk 65 éves vagy idősebb. Egy háztartásban átlagosan 2,31 személy élt; a családok átlagmérete 2,97 fő.
A medián életkor 35 év volt. A város lakóinak 22,4%-a 18 évesnél fiatalabb, 8,8% 18 és 24 év közötti, 27,6%-uk 25 és 44 év közötti, 25,1%-uk 45 és 64 év közötti, 12,8%-uk pedig 65 éves vagy idősebb. A lakosok 48,8%-a férfi, 51,2%-a pedig nő.

### Vallási megoszlás
Az egyházi levéltár 2010-es felmérése szerint a spokane-i körzetben 64 277 evangélikus, 682 fekete protestáns, 24 826 protestáns, 66 202 katolikus és 31 674 egyéb vallású élt; 339 338 pedig nem hívő. 2016-ban a térségben legalább három zsidó hitközség működött.
Az első spokane-i zsinagógát 1892. szeptember 14-én alapította az Emanu-El gyülekezet, az első mecset (Spokane Islamic Center) pedig 2009-ben nyílt meg. Az USA nyugati partja az „egyház nélküliek övébe” tartozik az egyházi tagság és a hívők számának alacsony aránya miatt. Spokane az 1913-ban alapított római katolikus és az 1929-ben alapított episzkopális egyházmegyék székhelye. Az 1999-ben megnyitott Spokane Washington Temple Az Utolsó Napi Szentek Jézus Krisztus Egyháza temploma.

## Gazdaság

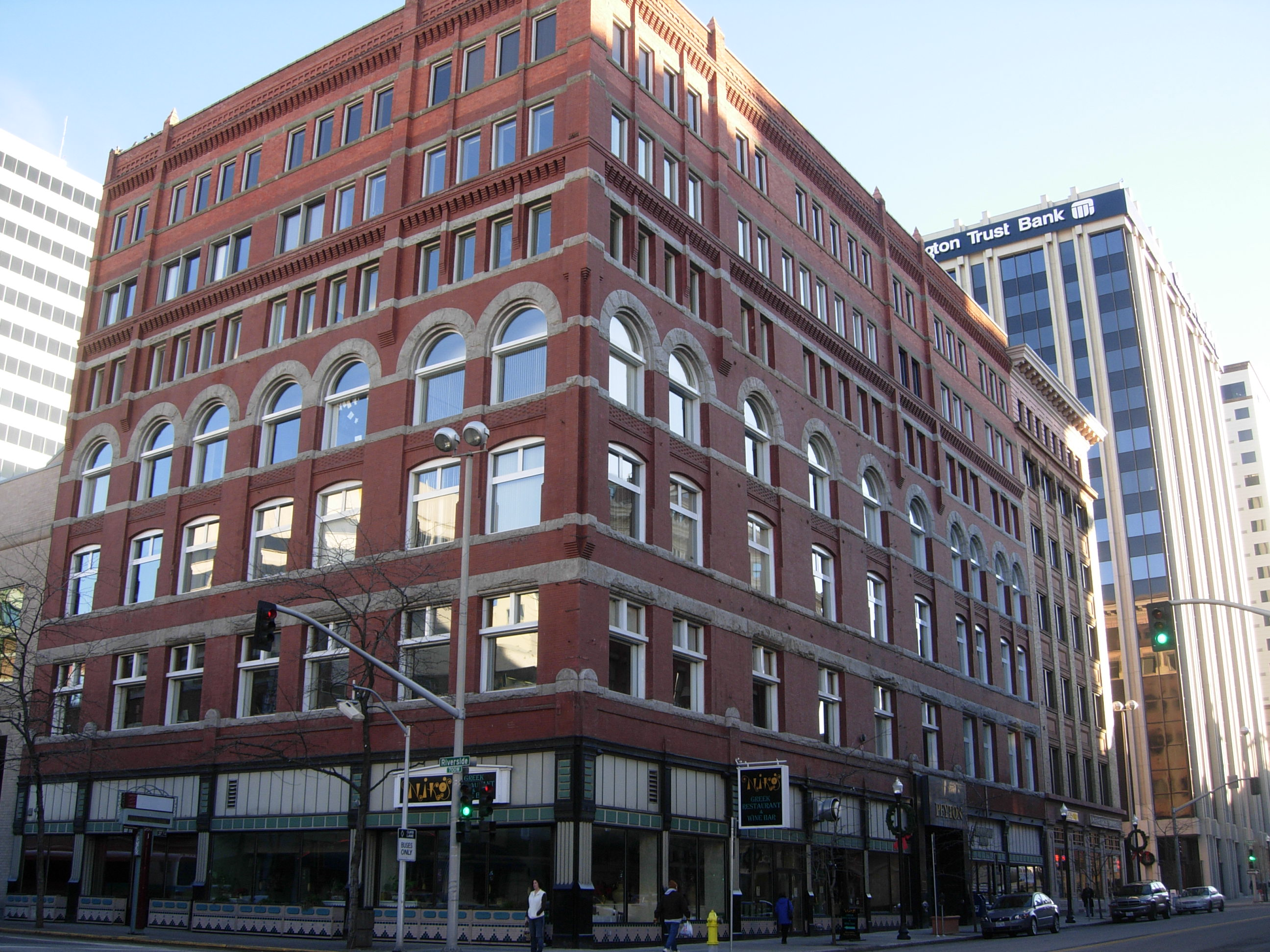
A Peyton Building, a tőzsde egykori székhelye

Mivel Spokane farmok és bányák között helyezkedik el, fontos vasúti csomóponttá és árucsere-középponttá vált. Az 1880-as évek elején Washington keleti részén aranyat és ezüstöt találtak; az ásványokban gazdag Coeur d’Alane felé tartó bányászok tárgyi szükségleteit a város biztosította. A bányák ma is Észak-Amerika legtermelékenyebb ásványlelőhelyeinek számítanak.
A természeti erőforrások mindig fontos szerepet játszottak Spokane gazdaságában. A huszadik század elején a bányaipar hanyatlani kezdett; ekkor helyét a mezőgazdaság és a faipar vette át. A vizek és vasutak mentén dolgozó favágók és bányászok is Spokane-be jártak vásárolni. A város életében mindig nagy szerepet játszott a mezőgazdaság; a délre fekvő Palouse régió az USA egyik legnagyobb búzatermő vidéke. A helyi farmerek New York, Liverpool és Tokió kikötőibe is exportáltak búzát, haszonállatokat és más termékeket; az áruk célállomása napjainkban a Távol-Kelet. A térségben több borászat és kézműves sörfőzde is található. A huszadik század elejére Spokane-ben az ipar helyét fokozatosan a kereskedelem vette át.
A helyi gyártóipar húzóágazatai a fafeldolgozás, az ételipar, a nyomtatás és publikáció, a fémnemesítés és -gyártás, valamint a műszaki cikkek és közlekedési eszközök előállítása. A bányászat, a faipar és a mezőgazdaság ma is fontos szerepet tölt be, azonban helyüket egyre inkább a high-tech szektor veszi át. Az új iparágak megjelenése ellenére a gazdaság rossz helyzetben van; a városokat a legkevesebb munkalehetőség szerint rangsoroló listán Spokane 2012-ben és 2015-ben is az első lett, 2014-ben pedig a negyedik helyre került; továbbá 2009-ben egy üzleti csalássorozat miatt a Forbes a települést az „átverések városa” címmel tüntette ki; ezen eseménysorozatot 1998-ban, 2002-ben és 2011-ben is észlelték.
2013-ban a legnagyobb foglalkoztatók az állam, a tankerület, a Providence kórháza, a Fairchild légitámaszpont 92. bombázóraja, valamint a megye voltak. A tizenhat éven felüliek foglalkoztatását figyelembe véve a vezető iparágak az oktatás, az egészségügy és a szociális ellátórendszer (26,5 százalék), a kiskereskedelem (12,7 százalék), valamint a művészeti és a szórakoztatóipar, valamint a kikapcsolódáshoz kapcsolódó ipar és az éttermek (10,4 százalék). Spokane a térség kereskedelmi, gyártóipari, közlekedési, egészségügyi, illetve bevásárló és szórakoztató központja. 2017-ben a spokane-i agglomeráció GMP-je (agglomerációs össztermék) 25,5 millió amerikai dollár volt.
A gazdaság élinkítése érdekében a településen állami támogatással egy vállalkozásindítás-segítő központot hoztak létre.

## Politika

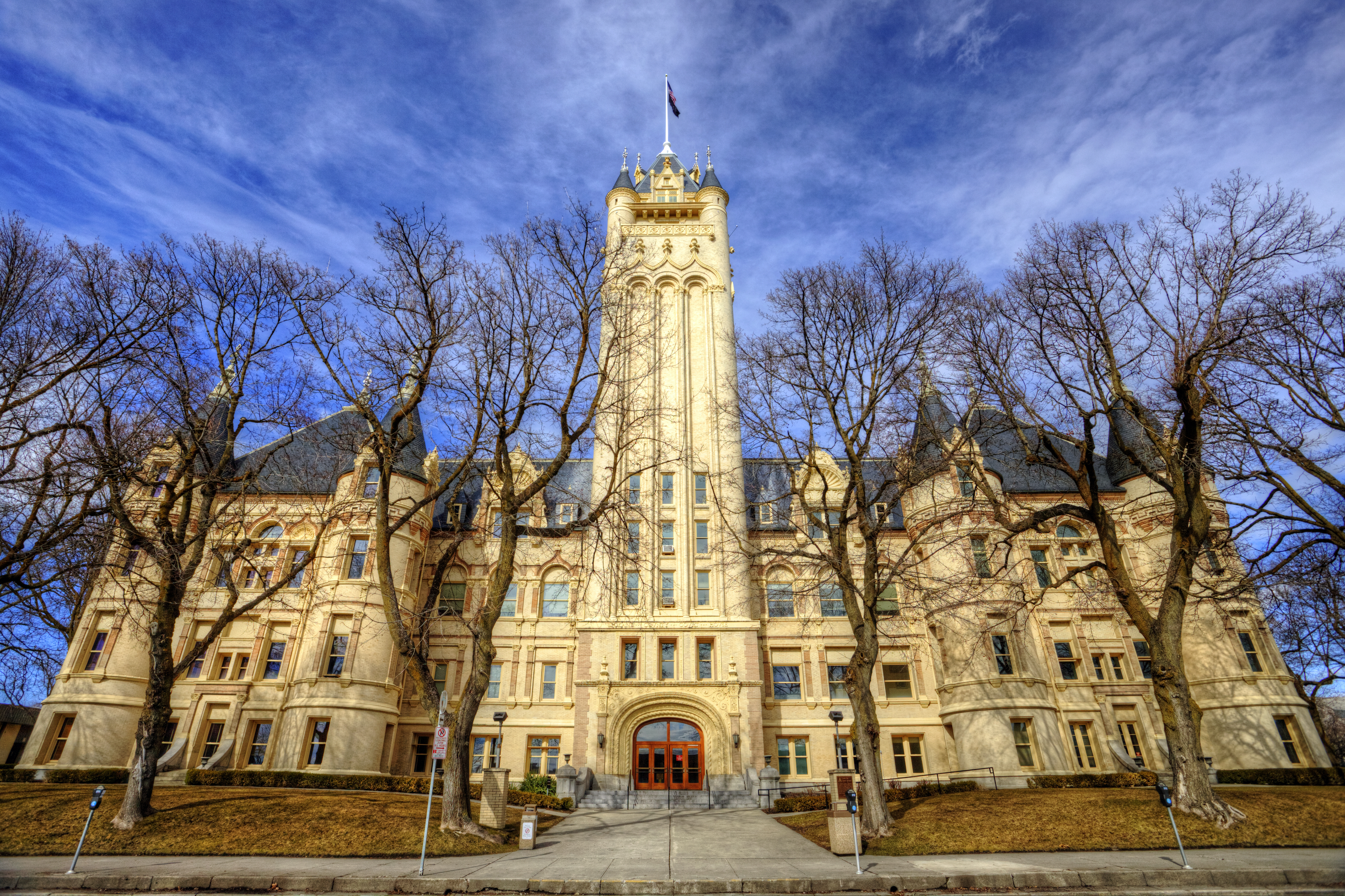
A törvényszék

Spokane 1886 óta a megye székhelye; előtte a rangot Cheney városa viselte. Az önkormányzat végrehajtó és törvényhozói testületeinek tagjai pártfüggetlenek.
Szövetségi szinten Spokane városa Washington állam ötödik választókerületében fekszik; a kerület képviselője 2005 óta a republikánus Cathy McMorris Rodgers; a szenátusban a várost a demokrata Maria Cantwell képviseli. A 2012-es elnökválasztás során a megye 41,5%-a Mitt Romney-ra szavazott Barack Obama ellenében; a választópolgárok a marihuána legalizációját 52,2%-kal támogatták, az azonos neműek házasságát pedig 55,9%-kal elutasították. A helyi születésű Tom Foley 30 éven át volt a képviselőház elnöke, azonban az 1994-es „republikánus forradalom” idején leváltották; 1860 óta ez volt az első eset, hogy a szavazók egy hivatalban lévő házelnök eltávolítására voksoljanak.

### Bűnözési ráta
2012-ben a spokane-i agglomerációban 1000 emberre 64,8 bűneset jutott; az állami átlag 38,3. Az erőszakos bűncselekmények aránya 3,8 (az állami átlag 2,5); a tulajdon elleni bűncselekményeké 61 (az állami átlag 35,8). A NeighborhoodScout szerint Spokane az USA-beli városok egy százalékánál biztonságosabb.
A tulajdon elleni bűnesetek fele a város 6,5%-ára korlátozódik; 2010-ben és 2011-ben az országos autólopások tekintetében Spokane a negyedik helyen állt. A droghasználat (főleg crack) és az autós lövöldözések többsége az 1990-es évek elején történt; utóbbi esetből 1993-ban négyet regisztráltak. 1990-ben a sorozatgyilkos Robert Lee Yates tizenhárom prostituáltat gyilkolt meg Spokane vörös lámpás negyedében, és elmondása szerint Tacomában további kettőt ölt meg. Miután a városi rendőrséget körzeti alapon szervezték újra, a bűnözés csökkent. A Spokane megyei elítéltek 6,21%-a van állami börtönökben, azonban a feltételesen szabadlábra kerülők 16,73%-a valamely megyei intézménybe érkezik.
A városi rendőrkapitányság a 2000-es és 2010-es években is az országos hírekbe került az esetleges rendőri visszaélések miatt; a legismertebb eset Otto Zehm 2006-os halála; az értelmi fogyatékos férfit lopással gyanúsították meg, és gumibottal megverték, valamint sokkolót alkalmaztak ellene. Zehmről később kiderült, hogy ártatlan volt. A rendőrség az esetet követően átvizsgálta a belső szabályzatot, valamint testkamerákat szerzett be.

## Városszerkezet

### Kerületek
Spokane kerületei változatos képet mutatnak: míg South Hill a viktoriánus, addig az északi városrészek a modern kor stílusjegyeit viselik. A történelmi helyek jegyzékében tizennyolc városi kerület szerepel.
Riverside a belvárost és az üzleti negyedet foglalja magában; a belvárostól délre fekvő területeket összefoglalóan South Hillként említik. A belvárosban található a városháza, a Riverfront Park, a kongresszusi központ, a művészeti központ; a sportarénának és a megyei törvényszéknek West Central kerület ad otthont. A belvárostól nyugatra fekszik a legrégebbi és legsűrűbben lakott városrész, a történelmi Browne’s Addition. A város látványosságának számító Monroe utcai híd East Central kerületet köti össze az egyetemi és a nemzetközi városrésszel.
A történelmi városrészben több, Anna brit királynő korabeli stílusban épült kastély is található és itt van a Northwest Museum of Arts and Culture is. Egykor Hillyard kerületben volt a Great Northern Railway kocsiszíne, amelyet a magas adók miatt a városhatáron kívül hoztak létre. A Marker utcai üzleti negyed az első városi körzet, amely szerepel a történelmi helyek jegyzékében. A városrész lakóházainak többsége a vasútépítésen dolgozó munkások (közülük sokan bevándorlók voltak) elszállásolására épült. A város egyre növekvő orosz, ukrán és délkelet-ázsiai lakossága jelenleg főleg Hillyard kerületben él.

### Épített környezet

#### Kereskedelmi és középületek

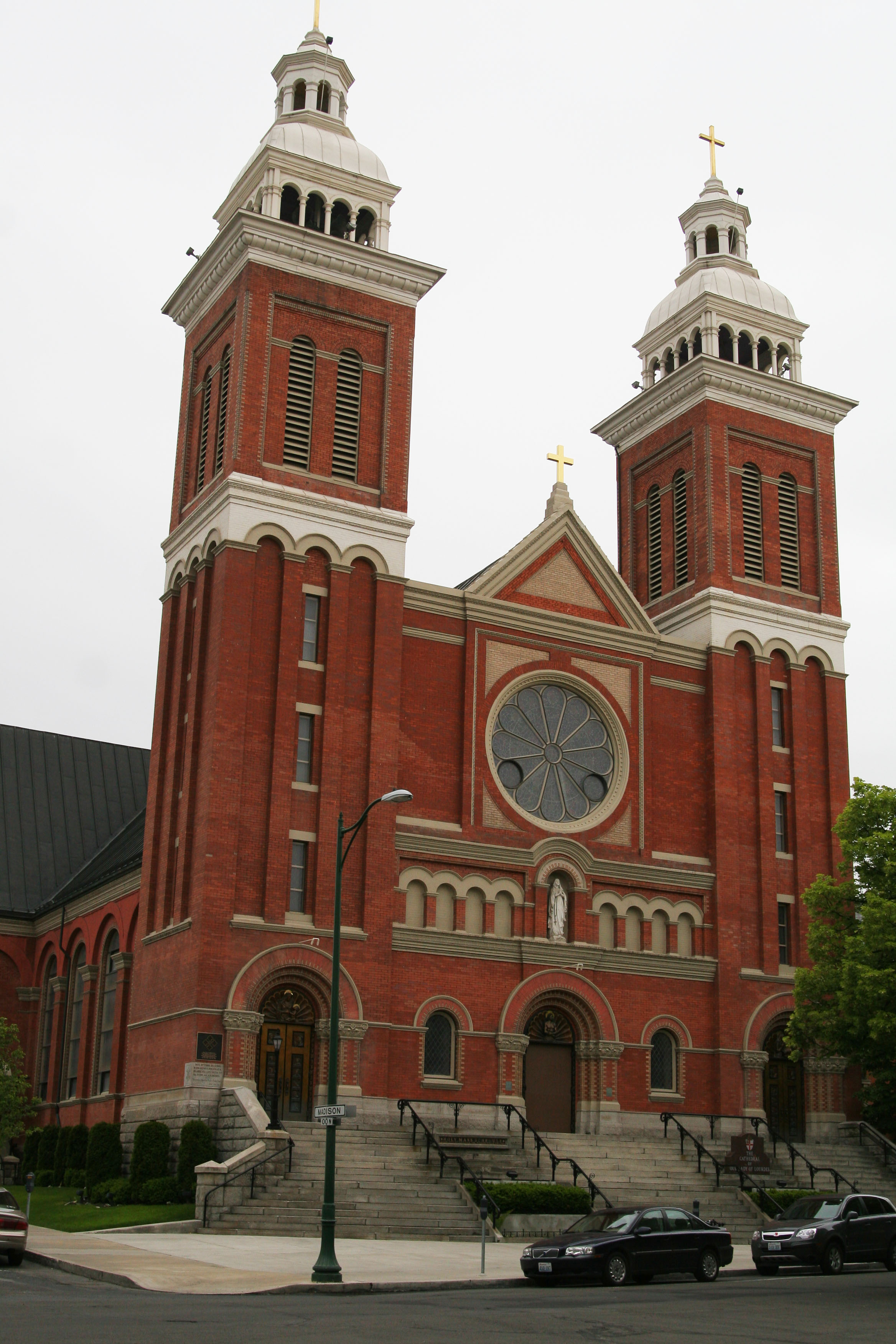
A katedrális

A nevezetes és történelmi épületek többsége Riverside kerületben és a belváros üzleti negyedében található; az 1889-es tűzesetet követően a házak többségét (például az óratorony, a The Spokesman-Review székhelye, a katedrális vagy a vízműszolgáltató Post utcai alállomása) neoromán stílusban építették újjá.
A város több épületét is az 1886-ban Spokane-be költöző Kirtland Kelsey Cutter tervezte; a banki ügyintézőként dolgozó Cutter első alkotása a saját családja számára tervezett Hohenstein faház, de az ő nevéhez fűződik a Spokane Club, a Monroe utcai híd, az elektromos alállomás és a Davenport Hotel is. Utóbbi szálloda 1914 szeptemberében nyílt meg, és több, akkor még újnak számító technológiát (felvonó és légkondicionálás) is megvalósítottak benne.
A modern idők egyik legjelentősebb építésze a századközepi városkép kialakításában közreműködő Warren C. Heylman, aki az 1960-as és 1970-es években számos lakóházat és építészeti díszítőelemeket tervezett. Heylman nevéhez fűződik a The Parkade, a nemzetközi repülőtér, a regionális egészségház és a Hangman-völgyben a Latah patak felett futó híd is.
A Spokane-ben jellemző építészeti stílusok még az art déco (városháza, Fox Theater); a neoreneszánsz (törvényszék, San Marco lakótömb); a neoklasszicista (Hutton Building, Bring Crosby Theater); „Chicago School” (Liberty Building, régi városháza); továbbá a modern (The Parkade, Ridpath Hotel). A város legmagasabb épülete (88 m) a Bank of America pénzügyi központja.

#### Lakóövezetek
Browne’s Addition kerület lakóházai a nyugati parton a 19. század és 1930 között népszerű stílusokban épültek fel. Az 1893-as chicagói világvásáron felépült Idaho Building mellett több iparmágnás (például Patrick „Patsy” Clark, illetve Daniel és Austin Corbin) lakóházait is Kirtland Kelsey Cutter irodája tervezte.
A huszadik században kialakult városrészekben főleg a kisebb, 1-2 szintes házak a jellemzőek; Hillyard épített környezete 85%-ban történelmi épületekből áll. A főleg északi irányban terjeszkedő kerületek házai egységesek, mögöttük pedig az áru- ész szemétszállítást lehetővé tevő átjárók húzódnak; ez a kialakítás az északi és déli városhatár mellett Kendall Yards városrészre is jellemző.

## Infrastruktúra

### Oktatás

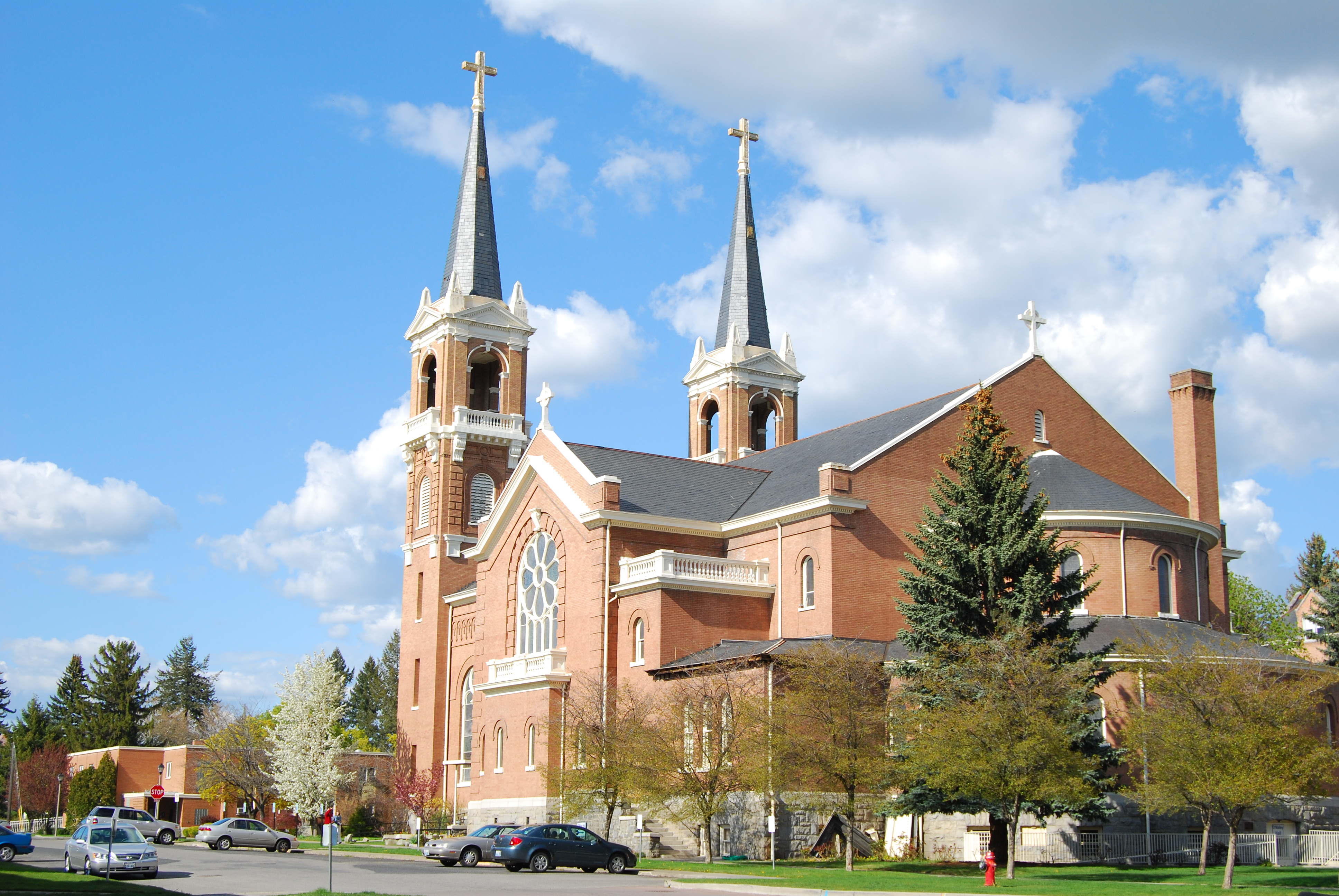
A Gonzaga Egyetem temploma

Az 1904-ben Andrew Carnegie által alapított Spokane-i Közkönyvtár a főépület mellett öt telephellyel rendelkezik. Az intézmény gyűjteményében főleg a térséget bemutató könyvek, folyóiratok, térképek, fotók és kormányzati dokumentumok találhatóak.
Az 1889-ben létrehozott Spokane Public Schools Washington második legnagyobb tankerülete; a 34 általános iskolában, hat középiskolában és hat gimnáziumban harmincezer diák tanul. A közintézmények mellett a városban előkészítő iskolák, illetve magán és egyházi üzemeltetésű intézmények is megtalálhatóak; a Spokane-i római katolikus egyházmegye fennhatósága alá 11 spokane-i iskola tartozik.
A településen több felsőoktatási intézmény is működik; a magánkézben lévő Gonzaga és Whitworth egyetemek mellett két közösségi főiskola (Spokane-i Közösségi Főiskola és Spokane Falls Közösségi Főiskola) is található a városban. A Gonzaga Egyetemet Joseph Cataldo jezsuita pap, a Whitworth Egyetemet pedig a presbiteriánus egyház hozta létre. A Riverpoint Campuson két másik intézmény, a Kelet-washingtoni Egyetem és a Washingtoni Állami Egyetem is tartanak fenn telephelyet; utóbbi intézmény ápolási és orvostudományi iskolái találhatóak itt. A városban működik a Washingtoni Egyetem WWMAI-programjához kapcsolódó orvostudományi iskola és a Mukogawa Női Egyetem egy telephelye is.

### Közlekedés

#### Utcák
A kelet–nyugati irányú utak a sugárút, míg az észak–déli utak az utca nevet viselik. A fontosabb sugárutak a Francis, a Wellesley, a Mission, a Sprague és a 29., míg a fontosabb utcák a Maple–Ash, a Monroe, a Division, a Hamilton, a Greene–Market és a Ray–Freya. A várost a Division Street keleti és nyugati, míg a Sprague Avenue északi és déli oldalakra osztja fel. A legtöbb üzlet Spokane-ben a Division Streeten, míg Spokane Valley-ben a Sprague Avenue-n található. A Division Street északi szakasza a város legforgalmasabb közlekedési folyosója: az Interstate 90-et a U.S. Route 2 és a U.S. Route 395 csomópontjával összekötő utat naponta negyvenezer jármű használja.
Spokane-ben a gyalogos és kerékpáros infrastruktúrája gyér, így a legtöbb utazáshoz autó szükséges. Egyes belvárosi üzletek között a gyalogos közlekedést üveghidak biztosítják.

#### Közúti közlekedés
Az Interstate 90 nyugatról indulva Spokane-en át Missouláig halad. A U.S. Route 2 és a U.S. Route 395 az I-90-ről leágazva a Division Streeten át halad, majd szétválik: a US 2 Kanada, a US 395 pedig Newport felé fut. A Palouse-hegység környéki közlekedés a U.S. Route 195-ön lehetséges. Az állami közlekedési hatóság a North Spokane Corridor megépítésével kívánja a torlódásokat csökkenteni.

#### Közösségi közlekedés

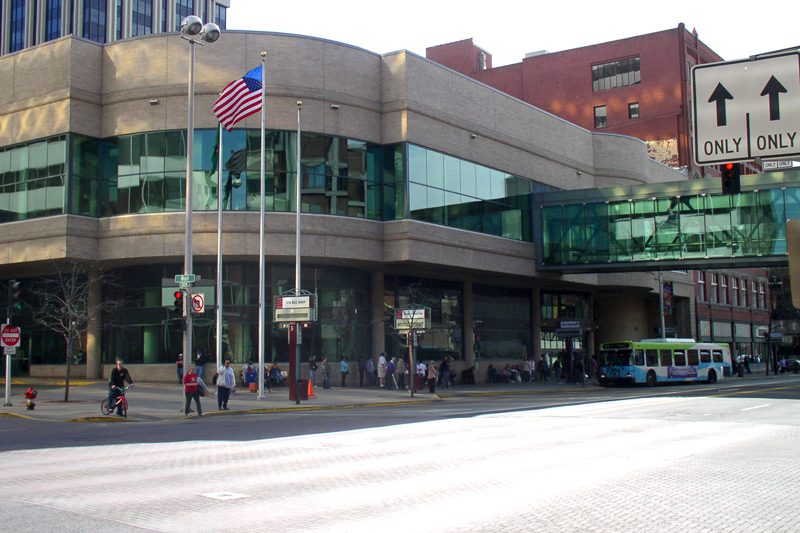
Az STA Plaza

Spokane-ben a motorizációt megelőzően a személy- és áruszállítást villamosok és távolsági autóbuszok biztosították. Az első, ló vontatta villamosok 1888-tól jártak; a vonalak nyomai néhol ma is láthatóak. 1922-ben a csökkenő igény miatt a villamosközlekedést korlátozták; 1936 augusztusára minden vonal megszűnt, azonban egyes járatokon később autóbuszok jártak. A tömegközlekedést jelenleg a Spokane Transit Authority biztosítja 156 busszal; a cég 640 négyzetkilométernyi szolgáltatási területe a megye lakosságának 85%-át éri el. A járatok többsége az STA Plaza pályaudvarról indul; az Amtrak vonatai és a Greyhound Lines távolsági buszai a Spokane Intermodal Centernél állnak meg. A város az Empire Builder InterCity-vonat megállója; a járat a Spokane, Portland and Seattle Railway egykori vágányain halad. Spokane egy nagyobb vasúti csomópont, továbbá a Montana Rail Link nyugati végállomása.

#### Légi közlekedés

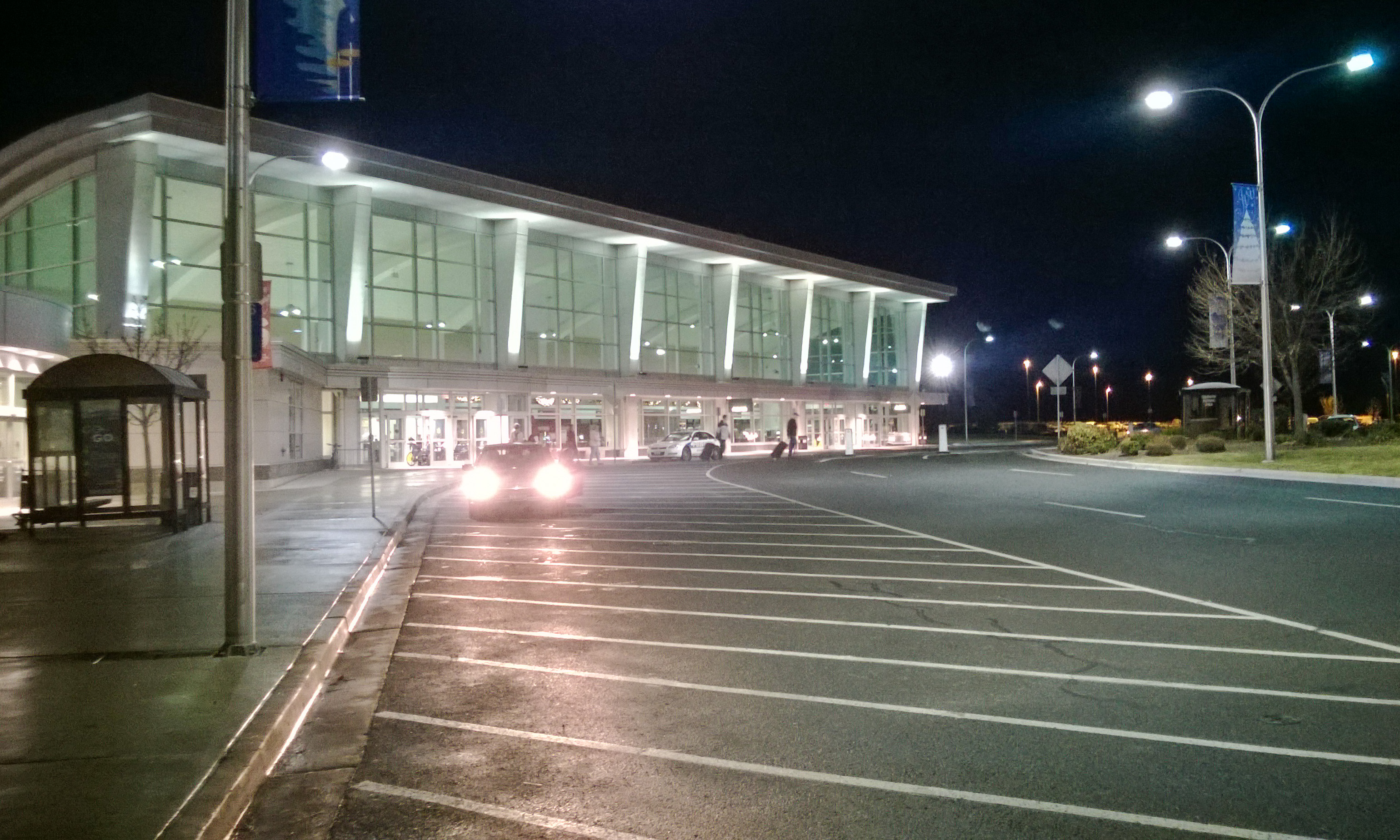
A nemzetközi repülőtér

A Spokane-i nemzetközi repülőtér Washington állam második legnagyobb légikikötője, ahonnan hat személy- és két áruszállító légitársaság indít járatokat. A reptér „GEG” azonosítója az 1960-as évekből ered: a repülőtér eredetileg Harold Geiger őrnagy nevét viselte.
Az 1913-ban megnyílt Felts repülőtér jelenleg magángépeket szolgál ki, azonban a második világháborúig a személyszállító gépek is ide érkeztek. A James Buell Felts pilótáról elnevezett reptér 1927-ben az elsők között volt ,amely a kereskedelmi hivataltól megkapta a légikikötői rangot.

### Közművek
A település víz- és csatornahálózatáért az önkormányzat, a szemétszállításért pedig Spokane megye felel. A megye és a város közötti együttműködés keretében Spokane-ben egy hulladékégető és egy hulladékfeldolgozó is működik; az előbbi által előállított árammal az üzemet működtetik, a felesleget pedig a Puget Sound Energy számára értékesítik. A Spokane megyét és Idaho állam egy részét is kiszolgáló víztározó kapacitása közel négybillió liter, emellett vize kifejezetten tiszta.
A földgázt és az elektromos áramot az Avista Corporation, a telefont és az internetet pedig a CenturyLink és a Comcast biztosítja. A városban három gát működik; az Upriver az önkormányzat tulajdonában van, az általa generált áramot az Avistának értékesítik, míg az Upper Falls és a Monroe Street gátak az Avistáé, ezek 10–15 megawatt energiát termelnek.

### Parkok és kikapcsolódás

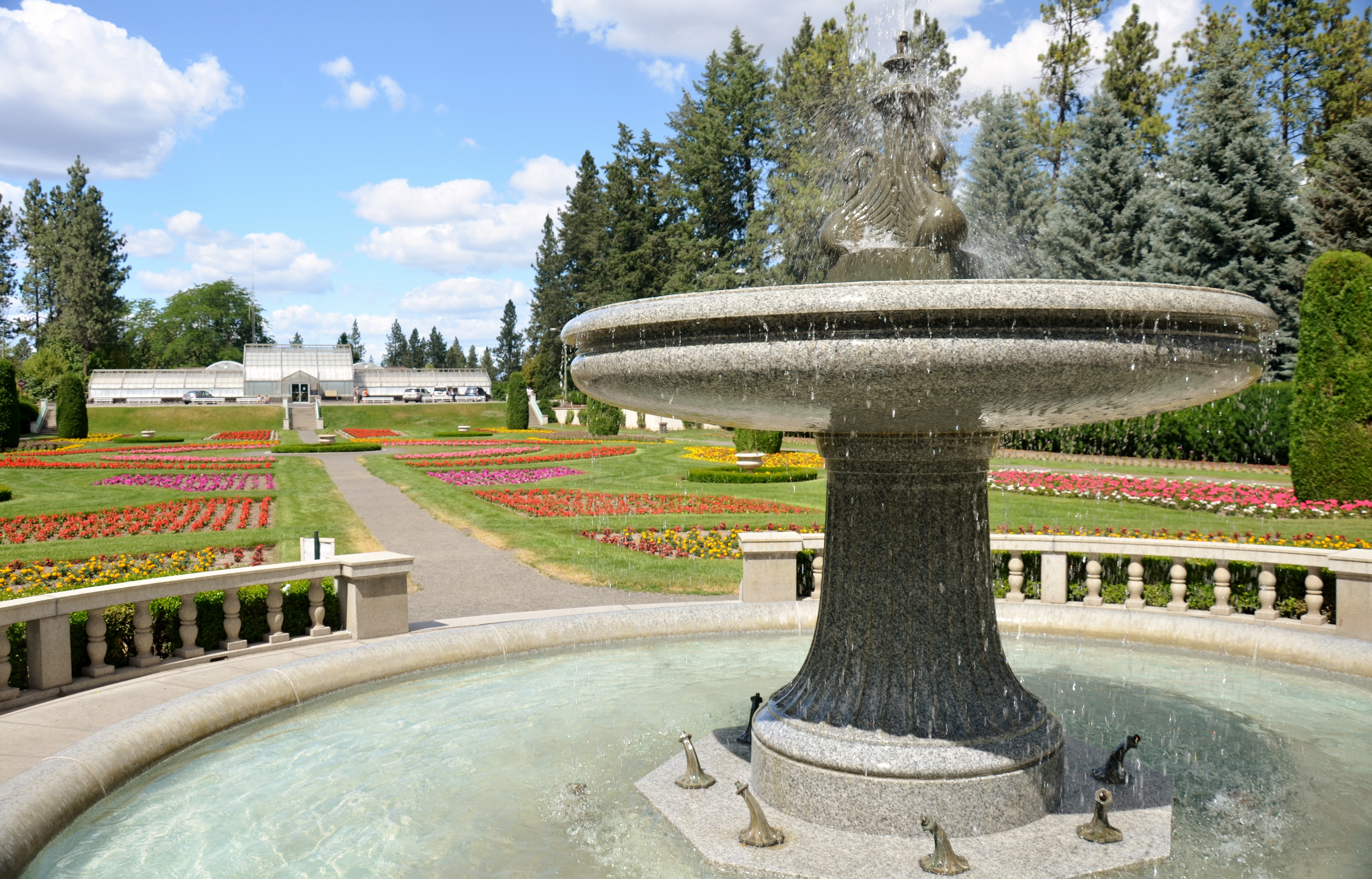
A Duncan Kert

A város 1907-ben az Olmsted Testvérek vállalatot kérte fel a település parkjainak megtervezésére. A közparkok többségét már az első világháború előtt létrehozták, ezzel Spokane az egyik első nyugati város, ahol kiterjedt parkhálózat épült ki. Spokane-ben 17 négyzetkilométeren 87 közpark (a legnagyobbak a Riverfront Park, a Manito Park és Botanikus Kert, a Riverside Állami Park, a Spokane-hegyi Állami Park, a Mihály arkangyal Missziója Állami Park, a Plantes Ferry Pihenőövezet, a John A. Finch Arborétum, és a Dishman-völgyi Tájvédelmi Körzet), továbbá hat uszoda található.
Az 1974-es világvásár helyszínén kialakított, 40 hektár területű Riverfront Park a város legnagyobb rendezvényeinek helye; a parkban egy felvonó, továbbá a Charles I. D. Looff által 1909-ben készített körhinta is megtalálható. A Manito Park és Botanikus Kert ad otthont az európai reneszánsz stílusú Duncan Kertnek, továbbá a Nisinomija Japánkertnek is. A belvároshoz közel eső Riverside Állami Parkban hegymászásra, kerékpározásra és lovaglásra van lehetőség.
Spokane térségében számos túraútvonal halad, melyek egy részét felhagyott vasútvonalak mentén jelölték ki; a legnagyobb ilyen a kőburkolattal rendelkező, 60,4 kilométer hosszú Spokane River Centennial Trail, amely az idahói határig fut.

### Egészségügy
A városnak hat kórháza van, melyből négy nyújt teljeskörű ellátást. Az egészségügy Spokane egyik legnagyobb iparága, az intézmények hatóköre egészen a kanadai határig terjed. A legnagyobb ellátócégek a Sacred Heart kórházat működtető Providence Health & Services, illetve a Deaconnes kórházat üzemeltető Multicare Health System. A nonprofit vállalatok által fenntartott intézmények a belvárosban találhatóak. A Mann–Grandstaff Veterans Affairs Medical Center mellett a gyermek-ortopédiákat fenntartó Shiners Hospital egy klinikája is Spokane-ben található.

## Kultúra

### Színházak

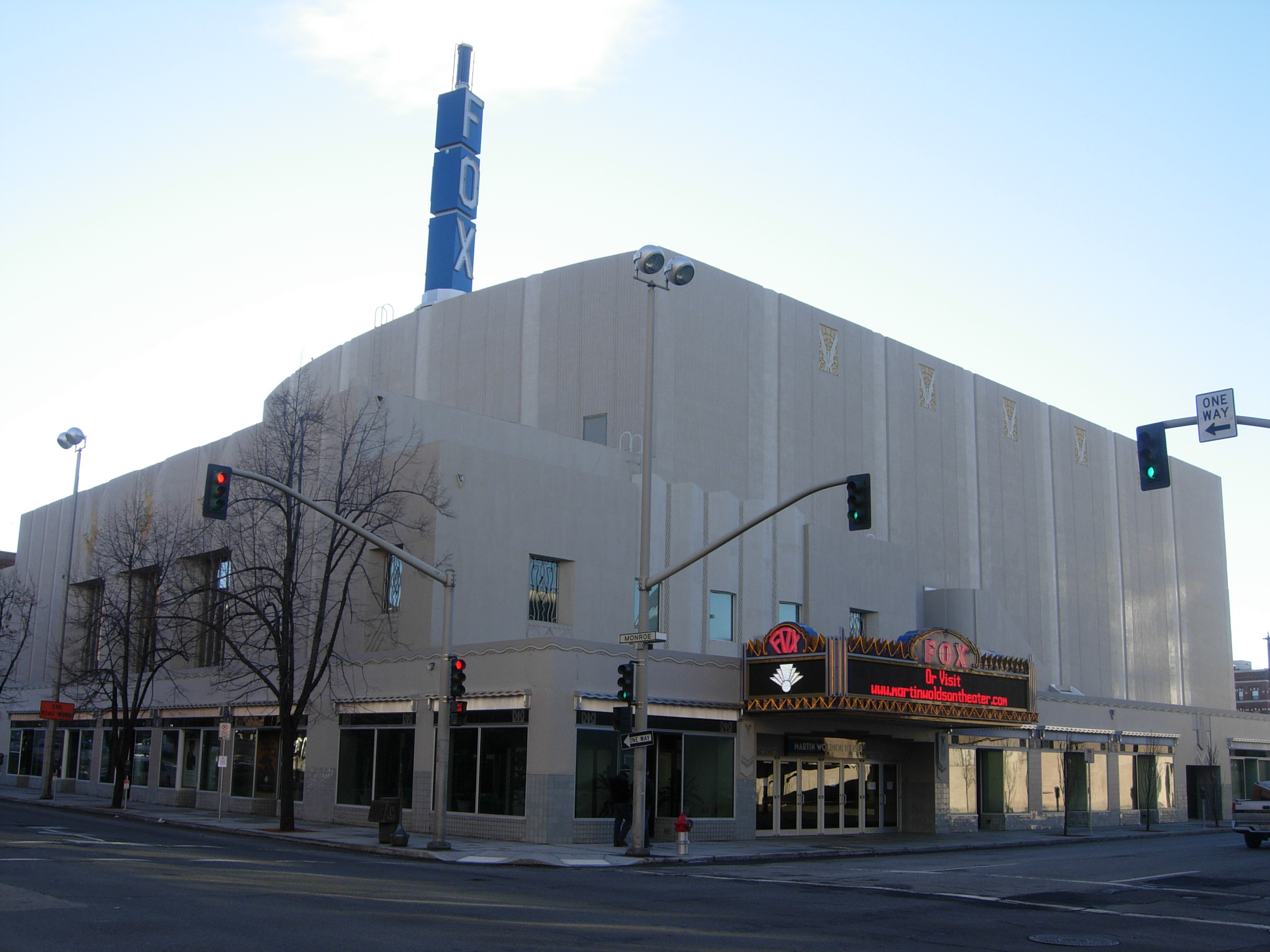
A Fox Theater

Spokane művészeti helyszínei Davenport, Garland és East Sprague kerületekben találhatóak meg. A minden hónap első péntekén (a legnépszerűbbek a februári és októberi időpontok) megrendezett First Friday Artwalk a helyi kereskedők és művészek népszerűsítésére irányul. A legtöbb galéria és színház Davenport kerületben helyezkedik el: itt található a Knitting Factory koncertterem és az art déco stílusra visszaállított Fox Theater, amely a város szimfonikus zenekarának koncerthelyszíne. A 2006-ban Bing Crosby nevét felvevő Metropolitan Performing Arts Centert 1988-ban újították fel. A stand-up művészek a Spokane Comedy Clubban léphetnek fel. A település legnagyobb színházüzemeltetője a The Modern Theater, azonban a közösségi színház mellett más, kisebb csoportok által üzemeltetett helyszínek is működnek. A legnagyobb kiállításoknak a First Interstate Center for the Artsban biztosítanak helyszínt. Spokane 1974-ben, 2004-ben és 2015-ben is elnyerte az All-America díjat.
A kritikusok szerint Spokane-ben szükség lenne egy bármely zenekar által használható próbateremre. A településen egy jazz-zenekar is működik.

### Múzeumok
A város legnevezetesebb múzeuma a 19. századi kastélyok között található Northwest Museum of Arts and Culture. A Smithsonian Intézet társintézményében indián műalkotások mellett regionális és országos utazó kiállítások is megtekinthetőek.
A belvárosban fekvő Mobius Science Center és a Mobius Children’s Museum célja a tudományok népszerűsítése a fiatalok körében. A Gonzaga Egyetemen működő Jundt Art Museum 260 négyzetméteren különböző nyomatokat, illetve Dale Chihuly üvegszobrai mellett festményeket, kerámiákat és kárpitokat is kiállít. Szintén az egyetemen található meg Bing Crosby szülőháza, ahol a róla elnevezett szobában körülbelül 200 elemből álló gyűjtemény tekinthető meg.

### Rendezvények és események
Spokane-ből indult Sonora Smart Dodd mozgalma, amely kiharcolta, hogy az apák napja az USA-ban ünnepnap legyen; erre először 1910. június 19-én került sor. Az ötletet az egyik metodista episzkopális templom anyák napi szertartása adta.
Május első vasárnapján kerül sor a 12,01 kilométer hosszú Lilac Bloomsday Run futó- és gyalogversenyre, amelyen külföldiek is részt vesznek. A szintén májusban megrendezett Lilac Festival a katonák elismerésére, a fiatalok ünneplésére és a régió bemutatására irányul. A város becenevét („Lilac City”; „A májusi orgona városa”) a területen a 20. század óta megtalálható orgonabokorról kapta. A júniusi Spokane Hoopfest a legnagyobb 3×3-as kosárlabdaverseny. A város legnépszerűbb rendezvénye a Riverfront Parkban hat napon át tartó Pig Out in the Park, ahol ételkóstolásra van lehetőség, emellett különféle együttesek lépnek fel.
A februári nemzetközi filmfesztiválon dokumentum- és rövidfilmeket mutatnak be a világ minden részéről, a novemberi Spokane Gay & Lesbian Film Festivalon pedig az LMBT-közösséggel kapcsolatos alkotásokat mutatnak be.
A szomszédos Spokane Valley-ben található Expo Center ad otthont a Spokane County Interstate Fairnek. Az áprilisi japán hét a Nisinomijával való testvérvárosi kapcsolatról emlékezik meg; a programokon a Mukogawa, a Gonzaga, a Whitworth és más környékbeli egyetemek hallgatói vesznek részt. A Spokane Pride-ot júniusban tartják, emellett reneszánsz bemutatóra és polgárháborús megemlékezésekre is rendszeresen sor kerül.

## Média

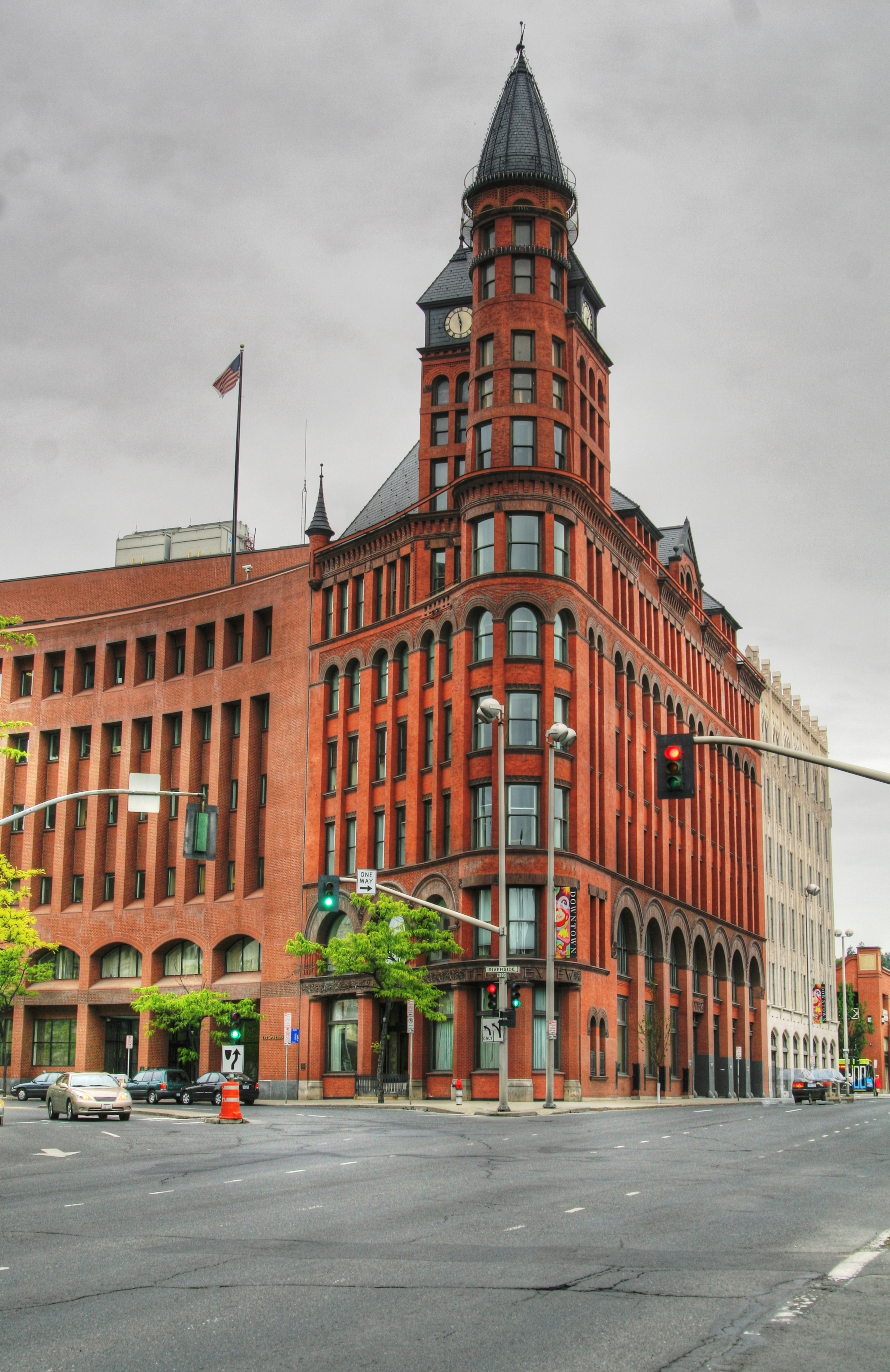
A The Spokesman-Review székhelye

A város napilapja a The Spokesman-Review, amelynek hétfőtől szombatig 76 291, vasárnap pedig 95 939 példányát értékesítik. Az újság az 1890-es évek elejéig kiadott Spokane Falls Review és Spokesman lapok összevonásával született, mai nevén először 1894. július 29-én publikálták; később a Spokane Daily Chronicle is a The Spokesman-Review-hoz került. A településen adják ki a The Pacific Northwest Insider alternatív lapot, az LGBT személyeket célzó Q View Northwestet, a Gonzaga Egyetem hallgatói által szerkesztett The Gonzaga Bulletint, a The Spokane Journal of Business kétheti üzleti magazint, illetve a szülőknek szánt Kids Newspapert. Spokane-ben a különböző témakörökre fókuszáló közösségi lapok is megjelennek, mint például a Garland kerületben élőket célzó The Garland Times, illetve a Spokane Coeur d’Alane Living életmódmagazin.
Az Arbitron (ma Nielsen Audio) adatai alapján a régió az USA 94. legnagyobb rádiós piaca: a 12 év feletti rádióhallgatók száma 532 100 fő. A városban 28 rádióadó üzemel; a leghallgatottabbak a KKZX-FM (klasszikus rock), a KQNT-AM (hírek), a KXLY-FM (country), a KISC-FM (kortárs zene), illetve a KZZU-FM (kortárs slágerek). A településen a közrádió egy adója (KPBX-FM) és egy közösségi csatorna (KYRS-FM) is hallható.
Spokane az USA 73. legnagyobb televíziós piaca, a tévénézők 0,366 százaléka itt él. A városban hat csatorna fogható be, amelyek között a legnagyobb kereskedelmi és közcélú csatornák is megtalálhatóak. Spokane-ből biztosítják Kelet-Washington, Észak-Idaho, Északnyugat-Montana és Északnyugat-Oregon televíziós lefedettségét, a kábelcsatornák pedig Dél-Kanada bizonyos területein is befoghatóak. A legnagyobb tévécsatornák a KREM-TV (CBS), a KXLY-TV (ABC), a város legrégebbi, 1952 óta sugárzó csatornája, a KHQ-TV (NBC), a KAYU-TV (FOX), a KSKN-TV (The CW), a KSPS-TV és a KCDT-TV (mindkettő a PBS hálózatának tagja).

## Sport

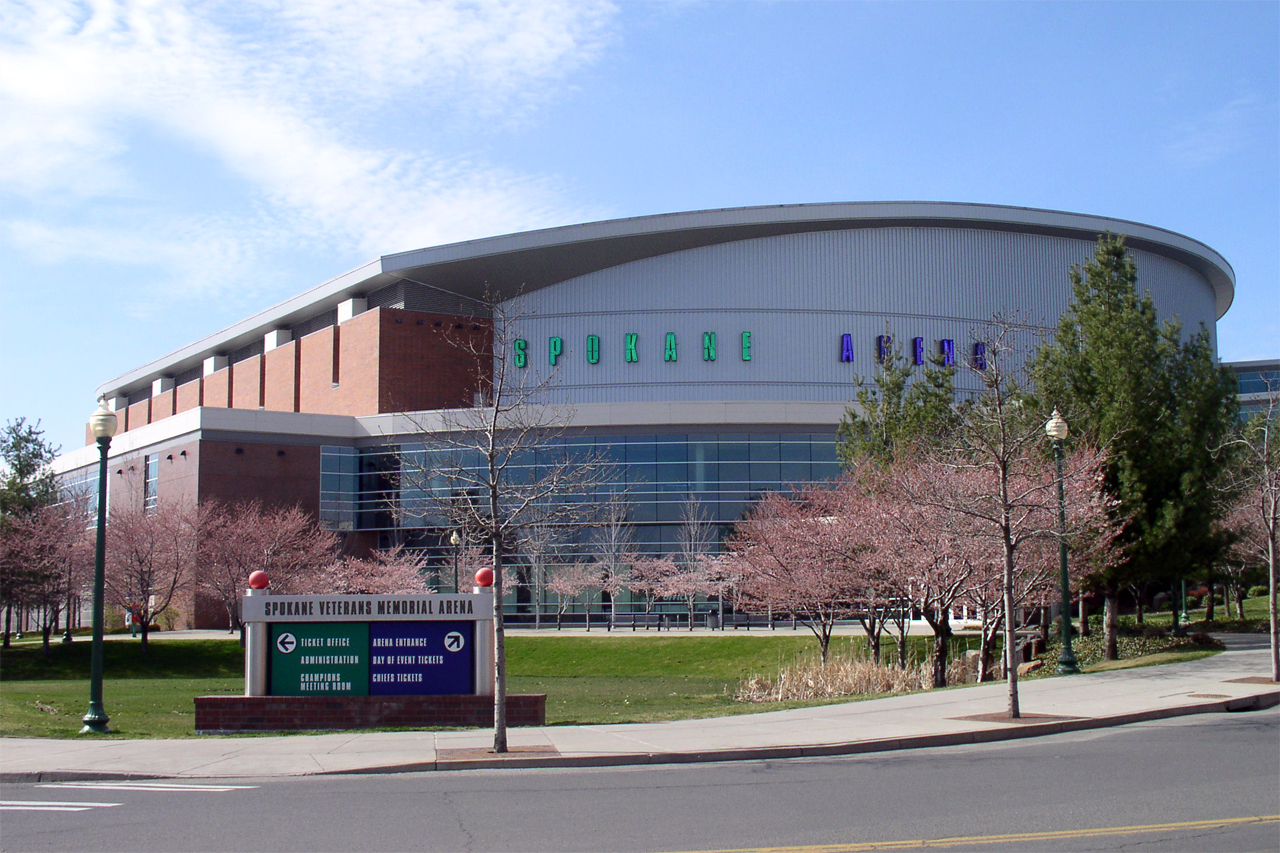
A Spokane Veterans Memorial Arena

Mivel Spokane közelében számos folyó, tó, illetve hegy található, a térségben népszerű az úszás, csónakázás, kajakozás, vadvízi evezés, horgászat, síelés, hegymászás, kerékpározás és a túrázás. A város profi baseballcsapata a Spokane Indians, profi jéghokicsapata pedig a Spokane Chiefs. A településen működő két egyetemi sportegyesület a Gonzaga Egyetemhez tartozó Gonzaga Bulldogs, illetve a Whitworth Egyetemhez tartozó Whitworth Pirates.
A Northwest League-ben játszó Spokane Indians 2003 óta a Texas Rangers utánpótlás-nevelő csapataként működik. A Spokane Indians a 6803 fő befogadására alkalmas Avista Stadionban játszik; legnagyobb sikereiket az 1970-es években érték el. A régió csapatai az 1920-as és 1930-as években a Spokane City League keretében mérkőztek meg egymással.
A Spokane Chiefs a Western Hockey League-ben játszó jéghokicsapat; hazai mérkőzéseiket a Spokane Veterans Memorial Arenában rendezik. A Spokane Chiefs 1991-ben és 2008-ban elnyerte a Canadian Hockey League győztesének járó Memorial-kupát.
A város legnagyobb sportcsarnoka a Spokane Veterans Memorial Arena, amely megnyitása óta több neves sporteseménynek is otthont adott: az első itt játszott mérkőzés a Memorial-kupáért zajló 1998-as meccs volt, de korcsolyabajnokságokat is tartottak itt. A 2007-es U.S. Figure Skating Championshipsre 155 ezren váltottak jegyet, így ez volt az itt rendezett eddigi legnépszerűbb esemény.

## Testvérvárosok
- Csecshon, Dél-Korea
- Limerick, Írország
- Nisinomija, Japán
- Csilin, Kína
- San Luis Potosí, Mexikó
- Lübeck, Németország
- Cagli, Olaszország

## Fordítás
- Ez a szócikk részben vagy egészben  a   Spokane, Washington című angol Wikipédia-szócikk ezen változatának fordításán alapul.  Az eredeti cikk szerkesztőit annak laptörténete sorolja fel. Ez a jelzés csupán a megfogalmazás eredetét és a szerzői jogokat jelzi, nem szolgál a cikkben szereplő információk forrásmegjelöléseként.